# Aston Cooke
Aston Cooke, född den 5 januari 1958 i Kingston, Jamaica, död den 22 februari 2019, var en manusförfattare från Jamaica.
Aston Cooke studerade vid University of the West Indies and B.Comm. in Hospitality och Ryerson Polytechnic University i Toronto.  Han mottog Canadian Commonwealth Scholarship 1989.
Aston Cooke produktion inkluderar LTM National Pantomime, "River Mumma and the Golden Table" (1987), "Children-Children" (1985), "Jamaica Run-Down" (1995), "Jamaica Pepperpot" (1996), "Front Room" (1984), "Country Duppy" (2000), "Kiss Mi Neck" (2001)‚ "Single Entry" (2003) och “Jamaica 2 RAHTID” (2005).